# Ivan Panine
Pour les articles homonymes, voir Panine.
Ivan Panine (en russe : Иван Панин), né le 22 juillet 1987 à Leninogorsk, est un coureur russe du combiné nordique et actif en compétitions internationales à partir de 2005. Il a participé à une olympiade, à une universiade et à trois championnats du monde.
Sa meilleure performance par équipes est une victoire, obtenue à l'Universiade d'hiver de 2011 à Erzurum (Turquie).
Ses meilleures performances individuelles sont deux troisièmes places, obtenues à l'Universiade d'hiver de 2011 à Erzurum (Turquie) et lors de la Coupe continentale 2013 à Tchaïkovski (Russie).
En coupe du monde, son meilleur résultat est une huitième place par équipes (Kuusamo, décembre 2013).
Son meilleur résultat individuel en championnat du monde est une quarante-troisième place obtenue à Liberec (République tchèque) en 2009. Aux Jeux olympiques, son meilleur résultat est également une quarante-troisième place obtenue à Sotchi en 2014.
Il annonce sa retraite en début d'année 2018.